# Canning (rivière)
Pour les articles homonymes, voir Canning.

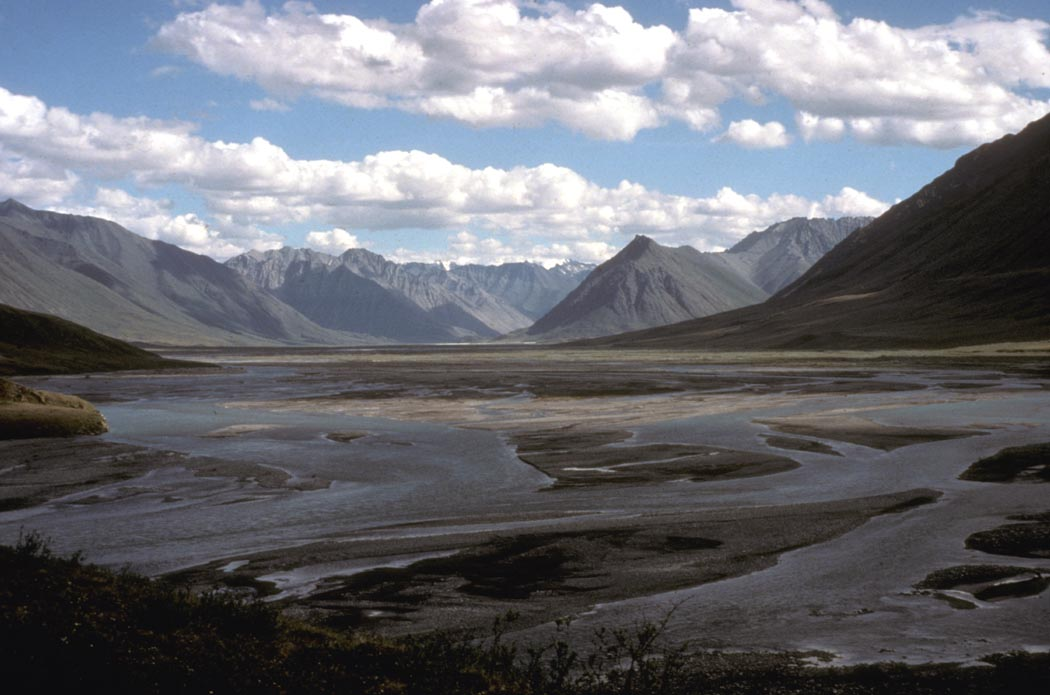
Canning River

La rivière Canning est une rivière d'Alaska aux États-Unis, dans la région Alaska North Slope, longue de 201 km . Elle prend sa source dans la Chaîne Brooks et coule vers le nord en direction de la Mer de Beaufort.

## Affluent
- Marsh Fork Canning – 50 miles (80 km)